# Argyrolobium muddii
Argyrolobium muddii är en ärtväxtart som beskrevs av Dummer. Argyrolobium muddii ingår i släktet Argyrolobium och familjen ärtväxter. Inga underarter finns listade i Catalogue of Life.